# Petar Pejačević

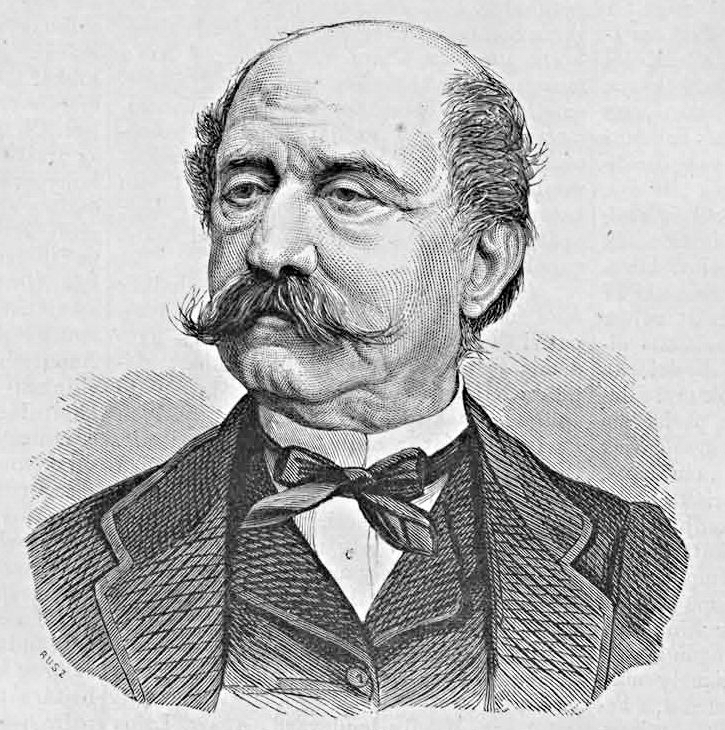
Graaf Petar Pejačević

Graaf Petar Pejačević de Virovitica (Kroatisch: grof Petar Pejačević Virovitički, Hongaars: verőczei gróf Péter Pejacsevich; Pozsony, 20 februari 1804 – Wenen, 15 april 1887) was een Kroatisch politicus die van 1871 tot 1876 Hongaars minister van Kroatisch-Slavoons-Dalmatische Aangelegenheden was.
Pejačević studeerde rechten aan het Theresianum in Wenen. In 1845 werd hij aangesteld tot župan (ispán) van het comitaat Bjelovar-Križevci. Tijdens de Hongaarse Revolutie van 1848 stond hij niet achter de Kroatische onafhankelijkheidsoorlog en werkte hij ook niet samen met de Sabor, die met de steun van generaal Josip Jelačić de Kroatische banden met Hongarije wou losmaken.
Toen Koloman Bedeković in 1871 ban van Kroatië werd, werd Pejačević aangesteld tot Hongaars minister van Kroatisch-Slavoons-Dalmatische Aangelegenheden. Deze functie oefende hij tot 1876 uit in de regeringen-Lónyay, -Szlávy, -Bittó, -Wenckheim en -Tisza. Hierna trok hij zich terug uit de politiek. Zijn verwanten graaf Ladislav Pejačević en graaf Teodor Pejačević waren tevens ban van Kroatië, respectievelijk van 1880 tot 1883 en van 1903 tot 1907. Teodor Pejačević was eveneens minister van Kroatisch-Slavoons-Dalmatische Aangelegenheden in de regering-István Tisza II.
- International Standard Name Identifier: 0000 0004 2155 5523
- Nationale en Universitaire bibliotheek Zagreb: 000234320
- Virtual International Authority File: 305599566